# Cambridge Historic District

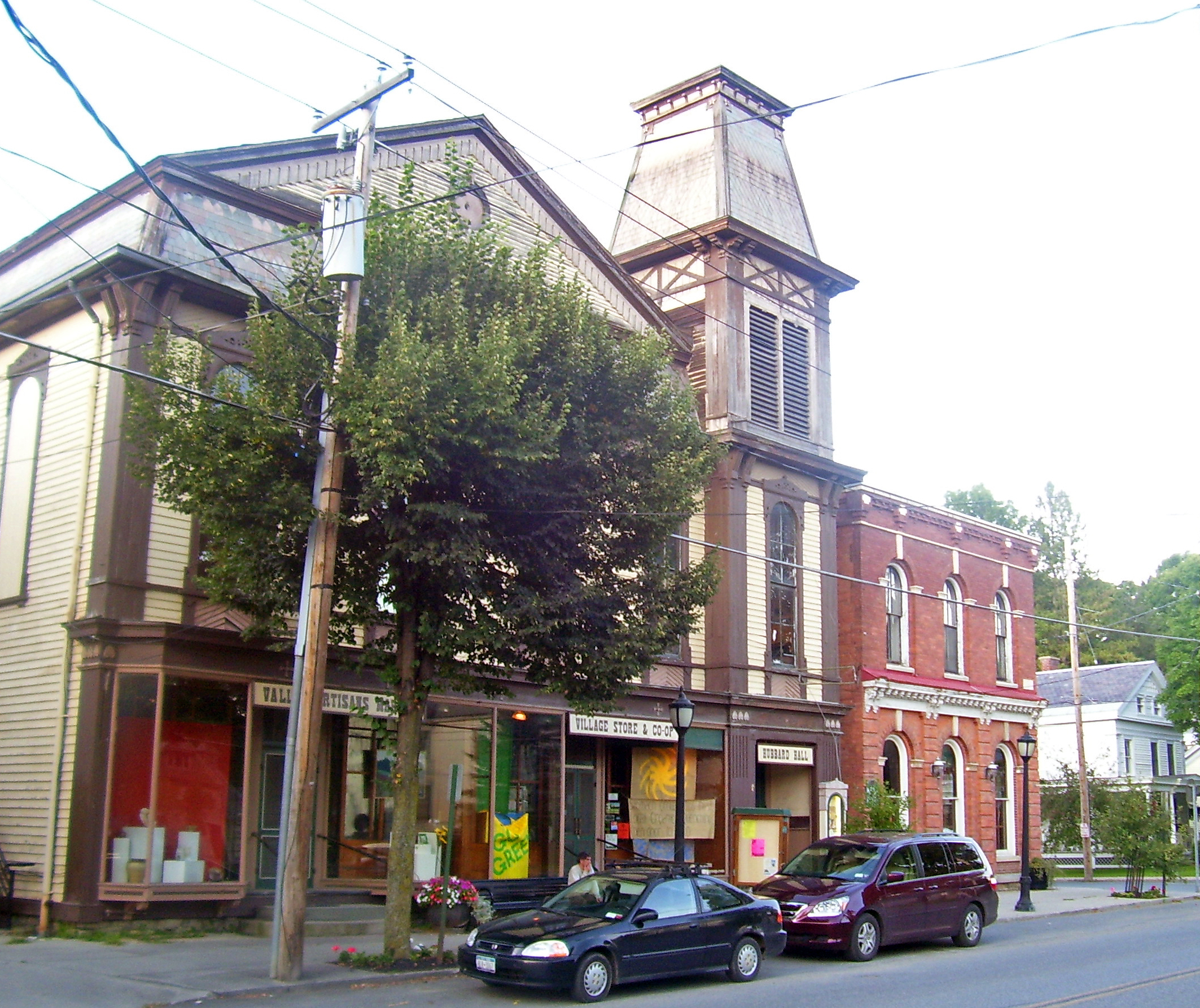
Hubbard Hall, Südseite (2008)

Der Cambridge Historic District ist ein historischer Distrikt mit einem unregelmäßigen Grundriss im Village of Cambridge, New York. Mit seiner Fläche von 42 Hektar repräsentiert er das Village in der Zeit der Inkorporation 1866 und den Erweiterungen in den darauffolgenden Jahren, als die Rice Seed Company der größte Arbeitgeber vor Ort war.
Die meisten der 240 Bauten innerhalb der Distriktsgrenzen stammen aus dem 19. Jahrhundert, es gibt einige Häuser, deren Entstehen in das 18. Jahrhundert zurückreichen und dazwischen stehen einige moderne Bauten. Unter den Contributing Propertys ist das Hauptquartier der früheren Rice Seed Company, ein viktorianisches Opernhaus und eine Kirche mit Innenausstattungen und Buntglasfenstern von Tiffany. Der historische Distrikt wurde 1978 geschaffen und in das National Register of Historic Places aufgenommen.

## Geographie
Der Distrikt gruppiert sich um die Achsen von East und West Main Street (NY 372 westlich von North und South Park Street (NY 22), der Washington County Route 67 östlich davon bis zur Gilbert Street (NY 313)) sowie North und South Union Street, wobei diese die Trennlinie zwischen der Town of Cambridge und der Town of White Creek bildet. Außerdem gehören einige Gebäude an Seitenstraßen dazu, darunter solche an North and South Park.
Das Gebiet ist im Wesentlichen flache, was die Nähe zur Mündung des Owl Kill in den Hoosic River widerspiegelt. Der Bach strömt in einem kontrollierten Kanal in einem kleinen Park an der Südseite der West Main Street zwischen Pearl Street und Memorial Drive durch den Distrikt. Die Gleise der früheren Delaware and Hudson Railroad verlaufen entlang der Railroad Avenue durch den Distrikt und trennen die Main Street in ihren östlichen und westlichen Teil. Das Gebiet ist dicht bebaut. Die meisten Bauten sind in Holzständerbauweise errichtete Gebäude.
Gewerbliche Bauten im historischen Distrikt konzentrieren sich auf die Straßenblöcke an der West Main Street zwischen Pearl Street und Park Street sowie um die Kreuzung von West Main Street und Union Street. An der Main Street gibt es eine große Zahl von Wohnhäusern und einige Kirchen. Bei den 16 nicht zum historischen Wert beitragenden Bauwerken handelt es sich um moderne Bauten wie eine Tankstelle, ein Supermarkt und ein Postamt, zumeist an der Main Street in der Nähe der beiden größten Kreuzungen.

## Geschichte
Die Geschichte des heutigen Ortes begann in den 1760er Jahren, nachdem die Beendigung des Franzosen- und Indianerkrieges die Besiedlung der zuvor umkämpften Grenzregion nördlich von Albany. Cadwallader Colden, der oberste Landvermesser und amtierende Gouverneur der Province of New York, war 1761 in den Erwerb des Landes und die Aufteilung an eine Gruppe von sechs Partnern beteiligt. Unter diesen war auch der Sohn Coldens. Die Bestimmungen des Vertrages verlangten, dass die Landbesitzer Verwaltungen wählten und dass innerhalb von drei Jahren auf jeweils 1000 Acre (rund 400 Hektar) jeweils eine Familie angesiedelt werden sollte. Jeweils 200 Acre (rund 80 Hektar) waren für Geistliche und Schulmeister vorgesehen. Diese Bedingungen ermöglichten eine demokratisch organisierte Gemeinschaft freier Landbesitzer im Gültigkeitsbereich des sogenannten Cambridge Patents.
Das Gebiet war für Siedler attraktiv, weil das Land am Owl Kill ziemlich flach und deswegen landwirtschaftlich nutzbar war. Allerdings konnte der Bach nicht zur Nutzung von Wasserkraft herangezogen werden. Wegen eines langen Streits über die Zugehörigkeit des Gebietes zwischen New York und dem benachbarten Vermont gibt es nur wenige Aufzeichnungen über die ersten Ansiedlungen. Man nimmt jedoch an, dass die meisten der frühen Siedler aus Schottland und Irland gekommen sind. Diese Annahme wird durch den frühen Anstieg presbyterianischer Einwohner in Cambridge gestützt.
Nach dem Amerikanischen Unabhängigkeitskrieg nahm die Siedlungsaktivität erneut zu. Das älteste noch bestehende Gebäude im historischen Distrikt und auch von Cambridge ist das Dorr-Randall House in der East Main Street, das 1779 gebaut wurde. Es ist eines von mehreren im Federal Style erbauten Häusern aus der unmittelbaren Zeit nach dem Krieg, die sich über den historischen Distrikt verteilen. Eine Lehranstalt wurde 1800 eingerichtet. Diese besteht nicht mehr, die zugehörige Unterkunft an der West Main Street wurde in Wohnungen umgebaut.
Im Verlauf des 19. Jahrhunderts bildeten sich in dem Gebiet drei unterschiedliche Siedlungen: Cambridge, Dorr Corners und North White Creek. Diese waren allesamt an Kreuzungen entstanden. Frühe Mautstraßen verbanden die Gegend mit den Märkten im heutigen Troy, New York im Süden und in Burlington, Vermont im Norden. Flachsanbau und Schafzucht erzeugten das Rohmaterial für die ersten Textilbetriebe in den nähergelegenen Städten, darunter auch Hoosick Falls, New York und Bennington, Vermont.
Der Champlain Canal verbesserte die Transportwege ab 1825 und sorgte für ein wirtschaftliches Wachstum, sodass zwei neue Kirchen gebaut werden konnten. Die methodistische Kirche entstand 1838 – sie wich 1861 einem Neubau – an 47 East Main Street und die baptistische Kirche in 3 West Main Street entstand 1844.
Fast drei Jahrzehnte nach dem Kanal kam die Eisenbahn. 1852 verlegte die Troy and Rutland Railroad ihre Gleise durch die Stadt und im damaligen Weiler North White Creek wurde ein Bahnhof errichtet. Vierzehn Jahre später beschlossen die drei Ortschaften, sich als Village zusammenzuschließen. Aus diesem Grunde kreuzen sich auch heute noch viele der Straßen Cambridges in schiefen Winkeln.
In den darauffolgenden Jahren befand sich Cambridge auf seinem wirtschaftlichen Höhepunkt. Eine weitere Kirche, St. Luke’s, wurde 1866 gebaut und erhielt Fenster und Innenausstattung von Tiffany. Der Bau der Eisenbahn führte zu einer begrenzten industriellen Entwicklung. Der Bau von Hubbard Hall in 25 West Main Street 1878 spiegelt die damals neue Bedeutung Cambridges wider. Der größte Wachstumsimpuls ging von der Ansiedlung des Hauptquartiers der Rice Seed Company im Jahr 1879 aus. Das Lagerhaus und das einige Jahre später hinzugefügte Bürogebäude stehen in 15 West Main Street, das Wohnhaus des Firmengründers Jerome Rice befindet sich direkt gegenüber in 16 West Main Street. Zu Beginn des 20. Jahrhunderts war das Unternehmen das größte Unternehmen für Saatgut der Welt und es beschäftigte vor Ort 200 Arbeiter.
Der Strukturwandel der nationalen und regionalen Wirtschaft im 20. Jahrhundert hatte auch auf Cambridge seine Auswirkungen. Der Verkehr auf dem Kanal wurde geringer und wurde Mitte des Jahrhunderts durch die Eröffnung des Adirondack Northway als Hauptverkehrsweg in der Region verdrängt. Rice schloss 1976.

## Contributing Propertys
Zu nennenswerten Contributing Propertys gehören:
- Dorr-Randall House, 151 East Main Street. Das Haus wurde 1779 für einen ortsansässigen Arzt erbaut. Die detaillierten Holzschnitzereien deuten darauf hin, dass der Eigentümer für die damalige Zeit ziemlich wohlhabend war. Es gilt als eines der besten Beispiele des Federal Style im County.[1]
- Hubbard Hall, auch als Old Opera House bekannt, 25 West Main Street. Das im Stil des Second Empire errichtete Bauwerk ist eine der augenfälligsten Gebäude im Village. Es wurde 1878 als Theater errichtet und dient heute als Kulturzentrum.[1]
- Rice Seed Company Warehouse and Office Building, 15 West Main Street. Cambridges größter Arbeitgeber gegen Ende des 19. Jahrhunderts erbaute das Lagerhaus 1879 und fügte das Bürogebäude 1895 hinzu.[1]
- St. Luke’s Church, 4 St. Luke’s Place. Die 1866 erbaute Kirche beinhaltet von Tiffany gefertigte Fenster und Innenausstattungen.[1]

## Denkmalschutz
Im Gegensatz zu den meisten anderen Ortschaften mit historischen Distrikten, hat Cambridge keine besonderen Bebauungspläne aufgestellt, um den historischen Charakter des historischen Distrikts zu schützen. Es gibt keine spezielle Kommission, die mit dieser Aufgabe betraut ist. Im Jahr 2009 nahm die Verwaltung einen neuen Bebauungsplan an, der verschiedene Typen von zu Wohnzwecken dienenden Bebauungen unterscheidet und auch die Voraussetzungen für Vorschriften zu einem historischen Distrikts schafft.